# Débora García
Débora García (Santa Coloma de Gramanet, Barcelona, España; 17 de octubre de 1989) es una futbolista española. Juega como mediocampista en el Sevilla FC de la Primera División Femenina. Fue internacional absoluta con la selección española.

## Historia
Débora nacida en Santa Coloma de Gramanet compagina el fútbol con sus estudios desde los 13 años. Es graduada en Trabajo Social y actualmente estudia el Grado en Educación Social. Su carrera futbolística estuvo siempre ligada al  RCD Espanyol desde la temporada 2002/2003. Desde entonces, ha pasado por todas las categorías del club -con un breve paréntesis de dos temporadas en el Unió Esportiva L'Estartit- hasta que, en la temporada 2014/2015 puso rumbo hacia el Atlético de Madrid Féminas. Tras dos años en el club colchonero, ficha por el equipo de la capital del Turia en la temporada 2016/2017.
En su primera etapa con el RCD Espanyol, llegó a jugar en todas las categorías inferiores hasta su debut en el primer equipo, donde fue partícipe del doblete conseguido en la temporada 2005/2006 e incluso llegó a debutar en la Champions con 17 años, en la victoria 1-4 al  Hiberniann FC Femenino. 
Ese mismo año, decidió probar suerte y seguir creciendo en minutos y experiencia, fichando por el Unió Esportiva L'Estartit también de la Primera División Femenina. Se convirtió en una pieza clave para el entrenador Rafael Gil y militó en el club hasta la temporada 2007/2008. 
En la temporada 2008/2009 regresó al club de sus amores. Aunque durante los primeros años de su retorno siguió entre el B y el primer equipo, llegó a ser una pieza indiscutible en la plantilla del RCD Espanyol de la mano de Luis Carrión. En esta segunda etapa llegó a conquistar tres Copas de la Reina y una Copa Catalunya. 
La temporada 2014/2015 puso rumbo a la capital fichando por el Atlético de Madrid Femenino, luciendo el dorsal número 17. En su primera temporada como colchonera se proclamó subcampeona de la Primera División Femenina. En su segunda temporada, bajo las órdenes de Ángel Villacampa, el equipo se proclamó campeón de la Copa de la Reina, sumando la quinta copa a su palmarés individual. 
En junio de 2016 abandonó el Atlético de Madrid Femenino tras dos temporadas y se hizo oficial su fichaje por el Valencia C. F. de Cristian Toro.
El día 15 de julio de 2021 se anunció su fichaje por el Sevilla F.C. Femenino.

## Clubes
| Club                                 | País   | Años        |
| ------------------------------------ | ------ | ----------- |
| RCD Espanyol y categorías inferiores | España | 2002 - 2006 |
| Unió Esportiva L'Estartit            | España | 2006 - 2008 |
| RCD Espanyol                         | España | 2008 - 2014 |
| Atlético de Madrid Femenino          | España | 2014 - 2016 |
| Valencia C. F.                       | España | 2016 - 2019 |
| RCD Espanyol                         | España | 2019 - 2021 |
| Sevilla F.C. Femenino                | España | 2021 -      |

## Palmarés

### Campeonatos nacionales
| Título                    | Club               | País   | Año  |
| ------------------------- | ------------------ | ------ | ---- |
| Primera División Femenina | RCD Espanyol       | España | 2006 |
| Copa de la Reina          | RCD Espanyol       | España | 2006 |
| Copa Catalunya            | RCD Espanyol       | España | 2006 |
| Copa de la Reina          | RCD Espanyol       | España | 2009 |
| Copa de la Reina          | RCD Espanyol       | España | 2010 |
| Copa de la Reina          | RCD Espanyol       | España | 2012 |
| Copa Catalunya            | RCD Espanyol       | España | 2013 |
| Copa de la Reina          | Atlético de Madrid | España | 2016 |

### Campeonatos amistosos
| Título                              | Club         | Sede (Anfitrión)                             | Región   | Año  |
| ----------------------------------- | ------------ | -------------------------------------------- | -------- | ---- |
| Torneig Històrics del Futbol Català | RCD Espanyol | Estadi Narcís Sala (UE Sant Andreu)          | Cataluña | 2009 |
| Torneig Històrics del Futbol Català | RCD Espanyol | Estadio Municipal El Guinardó (FC Martinenc) | Cataluña | 2010 |